# 오카피
오카피(학명: Okapia johnstoni)는 기린과에 속하는 포유류이다. 기린과 달리 키가 작고 등이 어둡고,몸은 짙은 갈색또는 자주색이다 다리에는 얼룩무늬가 있다.얼굴 측면은 옅은 흰생이고 귀는 칙칙한 붉은색이다 긴 혀로 나뭇잎을 먹는다. 얼룩무늬 때문에 얼룩말과 관계가 있는 것으로 잘못 여겨지기도 하나, 실제로는 기린에 더 가깝다. 어깨높이 약 1.5m, 전체길이 2.5m, 몸무게 200~300kg이다. 기린처럼 60cm가 넘는 길이의 긴 혀를 활용해 높은 곳의 나뭇잎도 먹을 수 있다. 천적은 표범, 아프리카비단뱀이다.

## 서식
아프리카의 적도 연안의 열대우림에서 약 5000마리가 생존하는 것으로 여겨지며, 콩고 원주민들이 생김새가 특이한 오카피를 괴물로 여겼기 때문에 수가 줄어든 것이라고 한다. 현재는 콩고 민주 공화국의 상징으로 쓰이고 있으며 화폐 도안으로도 사용된 적이 있고 멸종위기종으로 보호하고 있다.